# María Jesús Lorente
María Jesús Lorente es una empresaria española. En 2021, se convirtió en la primera mujer presidenta de la Confederación de la Pequeña y Mediana Empresa (CEPYME) de Zaragoza.

## Trayectoria
Lorente es Licenciada en Derecho por la Universidad Complutense de Madrid (UCM). Posteriormente, obtuvo el Título Experto en Responsabilidad Social en la Universidad de Zaragoza (UNIZAR) y completó el Máster en Prevención de Riesgos Laborales en el Instituto Tecnológico de Aragón (ITAINNOVA).
Lorente fue Directora de Recursos Humanos en Limpiezas Barcino, una empresa con 1800 empleados. En 1996, al experimentar un límite en su crecimiento profesional como mujer, conocido como techo de cristal, decidió emprender en el sector de la Biotecnología y creó la empresa Bioknostic, inicialmente como consultora y asesoría, evolucionando con el tiempo para convertirse en un holding empresarial.
Entre 2008 y 2021, Lorente fue la presidenta de la Asociación Aragonesa de Mujeres Empresarias (Arame) que facilitó su candidatura para presidir CEPYME Zaragoza. En 2021, fue nombrada presidenta de la Confederación de la Pequeña y Mediana Empresa (CEPYME) de Zaragoza, convirtiéndose en la primera mujer en ocupar este puesto. Al año siguiente, en 2022, se convirtió en la presidenta de la Confederación de la Pequeña y Mediana Empresa (CEPYME) de Aragón, en sustitución de Aurelio López de Hita, que ocupó el cargo durante 17 años.
Además de su faceta empresarial, desde 2017 Lorente es profesora asociada en las facultades de Derecho, Economía y Empresa, Ciencias Sociales y del Trabajo de la Universidad de Zaragoza (UNIZAR).

## Reconocimientos
En 1996, Lorente obtuvo el Primer Premio Concurso Idea del Centro Europeo de Empresas e Innovación de Aragón (CEEIAragón) y la Fundación Emprender Aragón por el proyecto de creación, junto con su socio Javier Garfella, de la empresa de biotecnología Bioknostic.
La Facultad de Economía y Empresa de la Universidad de Zaragoza concedió en 2019 la Insignia de Honor a la Asociación de Directivas de Aragón y a la Asociación Aragonesa de Mujeres Empresarias y Profesionales (ARAME), de las que Lorente era presidenta. En ese mismo año, ARAME recibió también el Premio al compromiso empresarial en favor de la igualdad, otorgado por el Instituto Aragonés de la Mujer y el Gobierno de Aragón. Desde 2021, Lorente es socia de honor de ARAME por su labor durante los años en que fue presidenta.